# Justus von Liebig
Baron Justus von Liebig, nemški kemik, * 12. maj 1803, Darmstadt, Nemčija, † 18. april 1873, München, Nemčija.
Von Liebig je opisal 64 kemijskih elementov, izoliral številne organske snovi, razvil teorijo o radikalih in dokazal obstoj izomerov. V zadnji polovici življenja se je ukvarjal z biokemijo (raziskoval je kri, žolč in seč).

## Mladost in študij
Von Liebigov oče, Johann Georg Liebig, je trgoval s solmi in barvili in je kot ljubitelj delal poskuse s temi substancami. To je bil Liebigu uvod v kemijo. Njegova mati je bila Maria Caroline Caroline von Liebig (1781-1855). Liebig je imel starejšega brata, ki pa je umrl že leta 1822, tri mlajše brate (le dva sta doživela Justusovo slavo) in pet mlajših sester, od katerih je le ena preživela mladoletnost.
Kot otroka premožnih staršev so ga poslali v gimnazijo. Toda Liebig se je ukvarjal z vsem drugim, le z učenjem ne. V šoli je Liebig zelo slabo napredoval, saj, kot je dejal, ni imel spomina, da bi sprejemal to, kar se sliši, in skoraj nič ali zelo malo tistega, kar se je na ta način učil, mu je ostalo. Želel je postati kemik in, ko je nekoč to omenil častitljivemu rektorju gimnazije pred vsem razredom, so se vsi začeli smejati, da jih ni bilo mogoče pomiriti, ker si nihče ni mogel predstavljati, da je kemija nekaj, kar je mogoče študirati. Ker ni mogel napredovati po poti, kot se napreduje v gimnaziji, ga je oče dal leta 1818 v uk k nekemu lekarnarju v Heppenheim. Ta pa ga je bil kmalu tako sit, da je kemika po 10 mesecih poslal nazaj k očetu. Znano pa je, da so ga iz drugega razreda gimnazije vrgli, ker je pri uri latinščine spuščal pokalice iz srebrovega fulminata.
Oktobra 1820 je pričel kot sedemnajstletnik študij kemije v Bonnu, a je tam študij kmalu pustil in poskusil v Erlangnu. Toda tudi tu se mu je zdelo, da ni tega, kar je želel. Zato je s privolitvijo staršev odšel v Pariz, kjer doktoriral iz kemije. Že z enaindvajsetimi leti je bil nastavljen kot izredni profesor kemije na Univerzi v Giessnu. Bil je najmlajši profesor na univerzi sploh. Profesor je postal 26. maja 1824. Med Liebigovimi učenci in njihovimi učenci je bilo do leta 1853 kar triintrideset Nobelovih nagrajencev. 
Maja[1826 se je Liebig poročil s pobožno katoličanko Henriette Moldenhauer in z njo imel dva sinova, (Georg in Hermann) ter tri hčere (Agnes, Johanna in Marie). Leta 1845 so Liebigu podelili naslov barona. Leta 1852, ko se mu je zdravje poslabšalo, je šel Liebig na povabilo bavarskega kralja za profesorja v München. Toda bil je že tako slaven, da si je lahko izgovoril, da bodo delo s študenti prevzeli drugi. Sam se je ukvarjal s proučevanjem kemije in kemičnih spojin na kmetijske pridelke, tudi pisal je veliko in storil veliko za poljudnost kemije. Slavni nemški kemik Justus von Liebig je umrl 18. aprila 1873 ob 17.30 popoldne v Münchnu. Umrl je za prehladom, ki se je spremenil v pljučnico. Pokopali so ga 20. aprila 1873.
Po smrti so Liebigu v Münchnu postavili spomenik. Odkrili so ga avgusta 1883. Toda že novembra je bil spomenik onesnažen. Videti je bilo, da ga je nekdo ometal z blatnimi kepami. Toda zlikovec, kdorkoli je že bil, se je nad kemikom maščeval kemično. Spomenik je polil najbrž z raztopino kalijevega permanganata (KMnO4) in srebrovega nitrata (AgNO3), kar je dalo prav čedne madeže, ki so se marmorja oprijeli in na površini najedli, tako da so poklicali takrat najslavnejše kemike v Münchnu, naj povedjo, kako bi očistili spomenik. Alfred von Baeyer in Max von Pettenkofer sta predlagala na madeže obliž iz porcelanske gline – kaolina in amonsulfida (NH4S). Obliži so res počasi vsrkali temno snov in po enem mesecu je uspelo očistiti spomenik 300 madežev. Kdo je to naredil in zakaj se ni nikoli izvedelo.

## Delo in raziskave
Liebig je močno vplival na razvoj kemije in je eden najpomembnejših evropskih kemikov. V Giessnu je opravil najpomembnejša odkritja. Bil je bistroumen znanstvenik in sposoben organizator. V kemijo je uvedel nove metode poučevanja, raziskovanja in tehnologije. Razvil je številne inovacije. Liebigu pripisujemo tudi najpomembnejšo vlogo pri razvoju kmetijstva. Razvil je teorijo o mineralnih snoveh. Mnogi njegovi dosežki so še vedno zelo pomembni. Danes je Liebigov kemijski inštitut muzej, ki je po kakovosti uvrščen zelo visoko – glede na ostale svetovne kemijske muzeje.  
Leta 1824 je končal raziskave vrste spojin imenovanih fulminati. Hkrati je tudi Wöhler študiral cianate (iz enega od njih je nekaj let pozneje, 1828, sintetiziral sečnino, kar je naredilo revolucijo v kemiji). Ko sta bila v časopisu, ki ga je izdajal Gay–Lussac, objavljena oba članka, je le-ta opazil, da so formule obeh vrst spojin enake. Berzelius je bil zelo osupel, ko so ga seznanili s tem, da imata lahko dve spojini enako formulo. Sprva je odločno zavrnil to možnost. Stvar je nato raziskoval in ugotovil, da to velja tudi v drugih primerih. Spojine s podobno formulo je imenoval izomere (iz grškega – enaki deli). To je bil začetek spoznanja, da je molekula spojine vse kaj več kot le skupek posameznih atomov. Atomi so razporejeni na določen način, različne razporeditve pomenijo različne lastnosti. Tako se je rodil zapis strukturne formule, ki je dozorel s Kekuléjem generacijo pozneje. S to povezavo svojih del sta Liebig in Wöhler postala dobra prijatelja in sta pozneje skupaj veliko raziskovala. 
Velika zasluga Liebiga je, da je poenostavil organsko analizo. Razvil in izboljšal je metode določanja količine ogljika in vodika v organskih spojinah. Ta metoda je kasneje postala rutinsko delo. Snovi, ki so nastale pri sežigu organskih spojin, je prestregel in jih tehtal. V ta namen je razvil stekleno kalijevo aparaturo, v kateri se je absorbiral ogljikov dioksid CO2. Steklena aparatura je bila napolnjena z raztopino kalijevega hidroksida KOH (aq). Pri absorpciji je potekla naslednja kemijska reakcija:
CO2(g) + 2KOH(aq) → K2CO3(aq) + H2O (l)
Aparaturo je bilo potrebno stehtati pred in po absorpciji. Tako je lahko določil maso absorbiranega ogljikovega dioksida in na koncu tudi izračunal množino ogljika v prvotni količini organske snovi. Za analizo po Liebigu je bilo potrebno imeti vsaj 0,1 g snovi. Za analizo manjših količin snovi (vitaminov, hormonov) pa je bilo treba omenjeno metodo izpopolniti. Metodo mikrokemijske analize je kasneje razvil naš rojak Pregl.

## Steklena kalijeva aparatura
Skoraj vsi dobri profesorji kemije so napisali učbenike in tako imamo tudi Liebigov učbenik o organski kemiji (Organische Chemie). 
Ob odkritju broma moramo zabeležiti še skoraj smešen dogodek. Brom je leta 1828 odkril iz morskih alg Francoz Balard, lekarnar v Montpellieru. Liebig je bil takrat profesor v Giessnu. Ko je izvedel za poročilo o novem odkritju, se je malo zamislil, nato pa prinesel iz neke omare steklenico, v kateri je bilo nekaj rjave, smrdeče tekočine. Snov je pokazal svojim študentom in povedal, da je to tisti brom, ki ga je v Parizu pravkar odkril Balard. Pred časom je pri preiskavi neke salamure uvajal vanjo klor in dobljeno snov destiliral. Dobil je težko rjavo tekočino, ki jo je imel za jodov klorid. Delal je reakcije, ki bi bile za to spojino, ki pa se niso ujemale tako, kot je pričakoval. Toda tega nesoglasja s pričakovanimi dobitki ni naprej raziskoval, pustil je snov, češ da imajo ta nesoglasja že svoj vzrok, in postavil steklenico v omaro. Če bi se Liebig takrat malo bolj pobrigal za »rjavo težko tekočino«, bi gotovo njemu pripadla čast, da je odkril nov element. Liebig ni tega nikoli prebolel, imel je navado reči: »Ni Balard odkril broma, pač pa prej brom odkril Balarda!« Tako Liebig ni odkril nobenega novega elementa. 
Leta 1838 je pričel Liebig s preučevanjem vloge ogljikovih hidratov, albuminov, maščob v organizmih. Njegovo najpomembnejše delo s tega področja je knjiga Tierchemie, ki je izšla leta 1842. V njej le Liebig natančno opisal proces dihanja in metabolizma. Razložil je, da so najpomembnejše sestavine krvi odvisne od vrste hrane, ki jo živo bitje zaužije. Vsa ta spoznanja so omogočila razvoj sodobne teorije o prehranjevanju živali in človeka.

## Liebigov kondenzator
Liebig je zaslužen tudi za enega prvih kondenzatorjev, ki se njemu na čast imenuje Liebigov kondenzator. Sestavljen je iz dveh cevi – notranje in zunanje. Ta priprava omogoča, da iz zmesi (npr. slana voda – slanica), dobimo destilirano vodo.
Liebig je bil v vseh pogledih izjemno praktičen človek. Delo ga je vodilo do mnogih izboljšav in odkritij. Živosrebrno ogledalo je zamenjal s srebrovim ogledalom. Uvedel je mesni ekstrakt ali bujon. To je tudi edina iznajdba, ki mu je prinesla dodaten, večji zaslužek. Otroška umetna hrana je postala nadomestilo za materino mleko. Pecilni prašek je razvil zaradi vse večjih potreb po kruhu. Pripravil je zlitino niklja in železa, ki je odporna proti koroziji. Zlitina je bila predhodnica današnjega nerjavečega jekla. Razvil je superfosfat, ki je še vedno eno najpomembnejših fosfornih gnojil. Mnoge spojine, ki jih je izoliral iz rastlin, ali pa jih je sintetiziral, imajo tudi praktičen pomen. Kloral hidrat CCl3-CH(OH)2 je uspavalo. Kloroform CHCl3 je organsko topilo, pirogalol C6H3(OH)3 pa je pomemben reagent v fotografski tehniki. 
V zadnji polovici svojega življenja se je začel Liebig zanimati za biokemijo. Svoje analitske sposobnosti je usmeril v raziskavo tekočih tkiv, to je krvi, žolča in seča. Podpiral je teorijo, da izvirata telesna toplota in življenjska dejavnost iz energije, ki nastane pri oksidaciji hranilnih snovi v telesu in je trdil, da so telesno gorivo ogljikovodiki in maščobe, ne pa ogljik in vodik, kot je mislil Lavoisier. V tem je imel prav. Kot Berzelius je tudi sam verjel, da je fermentacija čisto kemijski pojav, ki nima zveze z življenjem. O tem se je dolgo prepiral s Pasteurjem, in izkazalo se je, da se je Liebig motil.
Ukvarjal se je tudi z agrokemijo, ko ga je Britansko društvo za napredek znanosti zaprosilo za poročilo o tem. Pravilno je trdil, da je poglavitni faktor pri siromašenju zemlje poraba mineralov, ki jih rastlina potegne iz zemlje; to so elementi spojin, nujno potrebni za življenje: natrij, kalcij, kalij in fosfor.
Prvi je eksperimentiral z umetnimi gnojili, ki naj bi nadomestili naravni gnoj. Žal je mislil, da rastline dobivajo dušik iz zraka, kar je dokazal Boussingault za fižol in grah. Zato gnojilu ni dodajal dušikovih spojin in se mu ni posrečilo izboljšati rodovitnosti. Pozneje so to napako popravili. Uporaba umetnih gnojil ni le nekajkrat povečala pridelka hrane v deželah, ki uporabljajo izsledke znanstvenega kmetijstva, ampak je pripomoglo tudi k zatiranju epidemij, ki so se pojavljale zaradi povsod navzočih gnojišč.

## Liebigov čeber
Liebig pa je tudi opazil zanimiv pojav, ki so ga njemu v čast poimenovali Liebigovo pravilo minimuma. Opazil je, da se je rast rastlin zaustavila, če je v sistemu zmanjkalo le enega samega elementa, čeprav je bilo vseh ostalih dovolj na razpolago. Torej je vedno kritičen element, ki ga imamo v sistemu najmanj. S to teorijo je razložil osnovna pravila o prehranjevanju rastlin in pomen zadostne količine anorganskih elementov v zemlji za pravilno rast rastlin.
Liebig je spoznal 64 elementov, ki jih opisuje v kemičnih pismih: »64 enostavnih nam znanih teles so elementi le glede na sile in sredstva, ki jih imamo, da bi jih mogli razstaviti v še bolj enostavne.« Znanstveniki so kmalu spoznali potrebo, da bi izdajali znanstvene revije, v katerih bi objavili svoja najnovejša odkritja. Tako je tudi od leta 1873 izhajala revija Justus Liebig der Chemie (Justusa Liebiga kemični anali).
Laboratorij – beseda izhaja iz latinskega jezika in pomeni »delovni prostor«. Prvikrat je nekaj takega kot »kemična hiša« opisano v Libaviusovem delu Alchymia iz leta 1597, kjer je ta »kemična hiša« tudi narisana, posamezni prostori pa tudi opisani. Prvi laboratorij, o katerem vemo, da so sodobniki govorili o njem z občudovanjem, je bil Lavoisierov. Stari laboratoriji so bili dolgo podobni kuhinjam, zato se je tudi kemikov prijel naziv, da so »kuharji«. 
Za svoje delo je v Giessnu dobil prostor, ki je meril 38 m2 in je bil obenem predavalnica in laboratorij. V njem ni bilo niti luči niti kurjave. Z velikim prizadevanjem si je počasi uredil delovne prostore na način, kot so še dandanes urejeni laboratoriji. Njegov načrt je v glavnem veljaven še danes.
Steklovino, ki so jo rabili v Liebigovem inštitutu so dobili neposredno iz steklarn. Steklene cevi so še sami nadalje oblikovali. Liebig se je seznanil z umetnostjo oblikovanja stekla v Parizu. Njegov najboljši steklopihač Ettling je zaslužen za oblikovanje 5-kroglaste steklene aparature, ki se imenuje tudi kalijev aparat. Ta aparatura je postala simbol Liebigove šole. Prva komercialna proizvodnja steklene laboratorijske opreme se je pričela v Darmstadtu na Liebigovo pobudo.
Liebig je med drugim zaslužen tudi za to, kar poznamo danes kot šolski ali univerzitetni laboratorij za pouk, študentski laboratorij. Takšni laboratoriji služijo pouku kemije, Lavoisierov pa je bil znanstveni laboratorij.

## Liebigov laboratorij v Giessnu leta 1840
Liebig je zapisal o starih laboratorijih v svojem življenjepisu: »Kemičnih laboratorijev, v katerih naj bi poučevali analizo, takrat ni bilo; kar se je tako imenovalo, so bile prej kuhinje, prenapolnjene z vsemi mogočimi pečmi in napravami za izvajanje metalurških ali farmacevtskih procesov (postopkov). Nihče tudi ni znal analize poučevati.« Tako pa je Liebig opisal laboratorij svojega časa: »Kemikov laboratorij dandanes ni ognjevzdržna, zatohla, mrzla metalurgova klet ali z retortami in destilacijskimi aparaturami prenapolnjen farmacevtski laboratorij. Je svetla in prijazna soba, namesto talilne peči in oglja služijo odlično zgrajene svetilke, ogenj jim dajejo plameni špirita ali plina, ki so čisti in brez vonja. S temi enostavnimi pripomočki, h katerim spada še tehtnica, dela kemik svoje obsežne raziskave…« 
Za svoje znanstvene dosežke je von Liebig leta 1840 skupaj s Sturmom prejel Copleyjevo medaljo Kraljeve družbe iz Londona.
Vse od 2. svetovne vojne naprej se po Liebigu imenuje Univerza v Giessnu. V prostorih njegovega nekdanjega inštituta so leta 1920 odprli muzej. Ta je eden od šestih najpomembnejših kemijskih muzejev na svetu.
1. 1 2 3  Ladenburg Liebig, Justus von // Allgemeine Deutsche Biographie — L: 1883. — Vol. 18. — S. 589–605.
2. 1 2  data.bnf.fr: platforma za odprte podatke — 2011.
3. 1 2  Record #118572741 // Gemeinsame Normdatei — 2012—2016.
4. 1 2  www.accademiadellescienze.it